# Raquel Castaños
Raquel del Coromoto Castaños Amundaray (Caracas; 6 de mayo de 1953), más conocida como Raquel Castaños o por su seudónimo Raquelita, es una cantautora, actriz y expresentadora de televisión venezolana.

## Biografía
Se inició en la televisión venezolana a los 5 años en el programa infantil Buscando un nombre, transmitido por Radio Caracas Televisión. Su participación llamó la atención de productores discográficos de la empresa Discomoda, quienes durante la siguiente década produjeron media docena de LP en los que interpretó música folclórica y pop. Su futuro repertorio no cambiaría mucho desde su primer disco EP en 1962, excepto por la inclusión de baladas sensuales tras un cambio de imagen en los años 1980.
A mediados de los años 1960, fue artista exclusiva del programa de Renny Ottolina, cuyos productores asociados, el bolerista argentino Hugo Romani y el promotor venezolano Enzo Morera, se convirtieron en sus agentes. Posteriormente, firmó contrato con Radio Caracas Televisión, canal en el que debutó como actriz en 1965. Ese mismo año participó en la comedia mexicana Me ha gustado un hombre, largometraje filmado entre Caracas y Macuto, cinta dirigida por Gilberto Martínez Solares. Un intento de secuestro en esta época, conllevó a que viviera bajo medidas de seguridad durante sus años escolares.
Tras la edición en 1967, del álbum Raquelita saluda a Caracas y una segunda parte del mismo nombre, Castaño abandonó la empresa Discomoda y firmó con la empresa Palacio de la Música grabando con el músico y compositor Hugo Blanco. Entre el 9 y el 10 de enero de 1970, participó en el II Festival de la Voz de Oro de Venezuela en Barquisimeto, Estado Lara, y obtuvo el tercer lugar con el tema Himno al amor compuesto. 
Dos años más tarde, entre el 13 y 14 de enero de 1972, participó en la cuarta edición del mismo festival, ganando en esa oportunidad en el renglón Voz de oro Juvenil Femenina con el tema "Cuando canta un cardenal". Entre el 19 y el 20 de enero de 1973, participó en la quinta edición del concurso, pero no tuvo figuración alguna.
Su producción musical empezó a disminuir en los años 1970, década en que se enfocó mayormente en hacer papeles secundarios en telenovelas. Sin embargo, en el disco Juntos Nuevamente de 1976 estrenó el tema "Anhelante" del compositor José Sifontes, con quien contraería matrimonio el 8 de octubre de 1978.
Castaños firmó con la empresa Sonográfica en 1980 y editó dos álbumes, uno titulado "Aguinaldos y parrandas" y otro llamado "Raquel Castaños" en 1982 compuesto de temas típicos y folclóricos venezolanos. Este disco fue presentado a diversas personalidades de la música previo a su edición, e incluyó las opiniones de algunos de ellos en la contratapa. Artistas como Simón Díaz y el catedrático Luis Felipe Ramón y Rivera alabaron la labor vocal del álbum. Esta producción llevó a que Castaños pasara a ser considerada representante del género folclórico, por lo que fue invitada a diversos eventos relacionados e incluida en recopilaciones discográficas del género.
Esta clasificación cambió sorpresivamente tras firmar con la empresa Sonorodven en 1985 y editar el álbum "Raquel". Producido por su esposo, José Sifontes, el álbum de baladas y temas pop, compuestos en su totalidad por Castaño, cambió la imagen la cantante bruscamente y la colocó en las carteleras musicales de todo el país. Un segundo álbum también producido por su esposo para la misma disquera en 1987 también fue compuesto completamente por Castaños.
A pesar del éxito de estas dos grabaciones para finales de la década, la cantante había perdido arrastre. En los años 1990 se dedicó al trabajo televisivo para la televisora Venevisión y la productora Marte TV, y tras una pausa de 7 años, volvió a Radio Caracas Televisión como actriz. Durante su carrera Castaños ha recibido numerosos premios incluyendo el Guaicaipuro de Oro, el Mara de Oro, el Premio Ronda y el Meridiano de Oro.

## Participación en festivales
- Viña del Mar
- La Voz de Oro
- Festival de la luna
- Festival Internacional de Caracas

## Premios
- Guaicaipuro de Oro
- Mara de Oro
- Ronda
- Meridiano de Oro

## Filmografía

### Telenovelas
- Las Historias de lo que cuentan las canciones
- La Nena
- María Laura
- 1969, Corazón de Madre -  Carmencita
- 1970, Amores de Juventud
- 1970, Cristina -  Merceditas
- 1973, Raquel - Elena
- 1978, Residencia de Señoritas
- 1978, El ángel rebelde - Micaela
- 1980, Rosa Campos, provinciana - Esther
- 1980, El esposo de Anaís
- 1981, Luisana mía - Corina Bernal
- 1981, Elizabeth
- 1982, Jugando a vivir - Martha
- 1992, Las dos Dianas - Dulce
- 1992, Divina obsesión
- 1993, El Paseo de la Gracias de Dios - Almendrita
- 1994, Pedacito de cielo - Brenda
- 1995, Pecado de amor - Carmen Rosa Barrios
- 1997, Todo por tu amor - Julia Vidal
- 2004, ¡Qué buena se puso Lola! - Elisa González De Santos

### Programas de TV
- Viva la Juventud (1979) con Guillermo "Fantástico" González
- Súper Sábado Sensacional (1985)
- La guerra de los sexos (2003)

### Cine
- 1965, Me ha gustado un hombre de Gilberto Martínez Solares

## Teatro
- Musical: "Pedro y el Lobo", como narradora, con la participación de la Orquesta Sinfónica de Venezuela

## Discografía
- 1962 - Estampa Navideña - Conjunto Estrellas del Este (Discos Nacional)
- 1964 - Nace Una Estrella (Discomoda)
- 1964 - La Pecosita  (Discomoda)
- 1964 - Tres Feos y Una Muñeca[NOTA 1] (Discomoda)
- 1965 - Cinco Letras de Amor[NOTA 2] (Discomoda)
- 1965 - Me Ha Gustado Un Hombre[NOTA 2] (Discomoda)
- 1965 - Raquelita (Discomoda)
- 1965 - Tres Grandes: Raquelita Castaños, Emilita Dago y Emilio Arvelo[NOTA 3] (Discomoda)
- 1966 - Tiernamente con Raquelita (Discomoda)
- 1966 - Sigue La Estrella (Discomoda)
- 1967 - Raquelita Saluda a Caracas[NOTA 4] (Discomoda)
- 1967 - Cariñosamente... Raquelita (Discomoda)
- 1967 - Raquel Ye-Go (Discomoda)
- 1968 - Soy Venezolana (Discomoda)
- 1968 - Ángel Mañanero (Discomoda)
- 1969 - Me Hace Falta (Discomoda)
- 1970 - Así es Raquelita... Un Himno de Amor (Discomoda)
- 1971 - Raquelita (Hugo Blanco Producciones-Palacio de la Música)
- 1972 - Y Ahora Raquelita (Hugo Blanco Producciones-Palacio de la Música)
- 1973 - Cuentos De Páginas Para Imaginar - Raquel Castaños y Las Voces Blancas (Fundación Festival Del Niño)
- 1973 - Otra Vez Raquelita (Discomoda)
- 1976 - Juntos Nuevamente (Discomoda)
- 1980 - Mi Buen Amigo (Velvet)
- 1981 - Raquel Castaños (Sonográfica)
- 1982 - Parrandas y Aguinaldos (Sonográfica)
- 1983 - Parrandas y Aguinaldos[NOTA 5] (Sonográfica)
- 1985 - Raquel (Sonorodven)
- 1987 - A un toque de ti (CBS Columbia Venezuela)
- 1994 - Gira Conmigo
- 1997 - Todo Por Tu Amor
- 2000 - La Parranda